# Powiat nadwórniański
Powiat nadwórniański – powiat województwa stanisławowskiego II Rzeczypospolitej. Jego siedzibą było miasto Nadwórna. 

## Zmiany administracyjne
- 1 kwietnia 1923 z powiatu bohorodczańskiego do powiatu nadwórniańskiego włączono gminę jednostkową Bitków[1].
- 1 lipca 1925 z powiatu bohorodczańskiego do powiatu nadwórniańskiego włączono gminę jednostkową Mołotków[2].
- 1 stycznia 1926 z powiatu nadwórniańskiego do powiatu kołomyjskiego włączono gminę jednostkową Święty Józef[3].
- 1 kwietnia 1932 zlikwidowano powiat bohorodczański włączając gminy: Rabcze, Bogrówka, Dźwiniacz, Grabowiec, Jabłonka, Kosmacz, Kryczka, Krzywiec, Majdan, Manasterczany, Maniawa, Markowa, Porohy, Przysłup, Rakowiec, Rosulna, Sołotwina, Starunia, Zarzecze, Żuraki do powiatu nadwórniańskiego[4].

## Gminy wiejskie w 1934 r.
1 sierpnia 1934 r. dokonano nowego podziału powiatu na gminy wiejskie.
- gmina Jabłonica
- gmina Jaremcze
- gmina Łanczyn
- gmina Majdan Średni
- gmina Mikuliczyn
- gmina Osławy Białe
- gmina Pniów
- gmina Porohy
- gmina Przerośl
- gmina Rosulna
- gmina Sołotwina
- gmina Starunia
- gmina Worochta
- gmina Zielona

## Miasta
- Delatyn
- Nadwórna

## Starosta
- Stefan Sokół[6]
- Zygmunt Robakiewicz
- Stefan Julian Stanisław Wolski (1937)[7]